# Enrique Santiago Romero
Enrique Santiago Romero (Madrid, 1964) és un polític i advocat espanyol. Va ser fins a novembre de 2006 secretari general de la CEAR (Comissió Espanyola d'Ajuda al Refugiat), substituït per Amaya Valcárcel. Actualment és secretari de Refundació i Moviments Socials d'IU i Secretari General del PCE.

## Biografia
Procedent dels CJC (organització juvenil del PCPE), actualment és militant del Partit Comunista d'Espanya (PCE) i Izquierda Unida (IU). Va ser secretari general de la Unió de Joventuts Comunistes d'Espanya (UJCE) entre 1990 i 1992. Va ser membre de l'equip jurídic que en representació d'Esquerra Unida va formar part de l'acusació popular contra l'ex dictador xilè Augusto Pinochet per crims contra la humanitat. Va representar a la delegació d'ONG i organitzacions socials que van participar com a observadors en el referèndum presidencial a Veneçuela a l'agost de 2004.
En la VIII Assemblea Federal Extraordinària d'Esquerra Unida, celebrada al desembre de 2004, va optar a ser coordinador general d'IU, amb el suport de la direcció del PCE i de les Joventuts Comunistes, enfront de la reelecció de Gaspar Llamazares. La seva candidatura va obtenir el 38% dels vots dels delegats. Sumats a la candidatura de Sebastián Martín Recio (12% de suports) van obtenir més del 50%, superant a Llamazares. El coordinador general va aconseguir que en el Consell Polític Federal votessin també els coordinadors de les federacions d'IU, i així fou reelegit.
Enrique Santiago va denunciar aquesta maniobra però es va limitar a criticar-la, arribant fins i tot a retirar la seva pròpia candidatura en el CPF posterior a l'Assemblea Federal. Actualment és membre del Consell Polític Federal d'IU i del Comitè Federal del PCE, ocupant la secretaria de relacions polítiques.
Malgrat l'oposició d'Enrique Santiago al sector de Llamazares, en el Consell Polític Federal del 26 de juny de 2006, Santiago, al costat d'altres membres de la seva candidatura, van acceptar integrar-se en la Comissió Permanent d'IU. Aquesta situació porta al fet que la majoria del PCE es postuli en contra d'aquesta decisió.
Després de l'ocorregut en l'Assemblea de 2004 en la IX Assemblea d'IU de 2008, va tornar a conformar-se una majoria entorn de les posicions polítiques marcades pel PCE. La candidatura recolzada pel PCE va estar encapçalada per Cayo Lara, en aquest moment coordinador de Castella-la Manxa. En la candidatura estava en els primers llocs Enrique Santiago, posteriorment esclollit Secretari per a Refundació, amb l'objectiu de convertir a IU en una nova força que aglutini a l'esquerra revolucionària, anticapitalista, federal i republicana.

### Secretari general del PCE
Santiago fou escollit com a secretari general del Partit Comunista d'Espanya en 2018, prenent el relleu a José Luis Centella, i reelegit al XXI Congrés en 2022 amb el 54,16%, competint contra el regidor de Saragossa Alberto Cubero.